# Ülviyyə Fətəliyeva
Ülviyyə Hasil qızı Fətəliyeva (englische Schreibweise der FIDE Ulviyya Fataliyeva; geboren am 3. August 1996 in Gəncə) ist eine aserbaidschanische Schachspielerin. Sie trägt die Titel Großmeister der Frauen (WGM) und Internationaler Meister (IM). Fətəliyeva wurde 2024 Schacheuropameisterin der Frauen.

## Karriere
Im Jahr 2006 wurde Fətəliyeva Jugendvizeweltmeisterin in der Altersklasse U10 im georgischen Batumi. Bei der Jugendeuropameisterschaft der Mädchen in der Altersklasse U12 im kroatischen Šibenik 2007 wurde Fətəliyeva Dritte. Dabei machte die damals noch nicht mit einer Elo-Zahl bewertete Zehnjährige mit einem Schwarzsieg gegen die Favoritin Marina Barajewa mit einer Elo-Zahl von 2208 auf sich aufmerksam. Fətəliyeva gewann die Jugendeuropameisterschaften der Frauen im Jahr 2010 in der Altersklasse U14 sowie 2014 in der Altersklasse U18.
Im Jahr 2017 wurde Fətəliyeva Vizemeisterin bei der aserbaidschanischen Meisterschaft der Frauen. Sie vertrat Aserbaidschan bei der Schacholympiade 2016 in Baku (im B-Team des Gastgeberlandes) sowie bei der Schach-Mannschaftsweltmeisterschaft 2017 und der Europäischen Mannschaftsmeisterschaft im Schach 2015 und 2017. Bei der Schacholympiade spielte sie auch 2018 und 2022 für ihr Land. Dabei gewann sie 2022 eine individuelle Silbermedaille am Reservebrett, das aserbaidschanische Team wurde in der Gesamtwertung Siebter.
Bei der Europameisterschaft der Frauen 2022 im tschechischen Prag belegte Fətəliyeva  den dritten Platz. Bei der Europameisterschaft der Frauen 2024 auf Rhodos in Griechenland gewann sie mit 8,5 Punkten aus 10 Partien und damit einem Punkt Vorsprung. In der Schlussrunde sicherte sie sich den Sieg mit einem Remis mit den schwarzen Steinen gegen Nino Baziaschwili.